# Les Treize
Pour les articles homonymes, voir Les Treize (opéra-comique).
Ne doit pas être confondu avec Les XIII.
Pour plus de détails, voir Fiche technique et Distribution.
Les Treize (titre original russe : Тринадцать) est un film dramatique soviétique réalisé par Mikhaïl Romm en 1936, sorti en 1937 et restauré en 1985. Le scénario est une transposition de celui écrit par Dudley Nichols pour le film La Patrouille perdue (1934) de John Ford.

## Synopsis
Début des années 1920, un détachement de dix cavaliers démobilisés de l'Armée rouge, le commandant du poste-frontière, son épouse et un vieux géologue progressent péniblement dans un désert à la recherche d'un point d'eau. Ils doivent affronter une tempête de sable. Lorsqu'ils trouvent enfin un puits rempli d'un mince filet d'eau et contenant deux mitrailleuses démontées, ils sont alors assaillis par des guerriers basmatchis assoiffés. Un combat inégal s'engage au cours duquel, hormis un survivant, Les Treize seront décimés. Des soldats soviétiques, arrivés en renfort, saluent les morts devant leurs tombes de sable.

## Fiche technique
- Titre du film : Les Treize
- Titre original russe : Tринaдцaть
- Production : Mosfilm
- Réalisation : Mikhaïl Romm
- Scénario : Iosif Prut, Mikhail Romm
- Photographie : Boris Voltchek - Noir et blanc
- Musique : Anatoli Alexandrov
- Décors : Viktor Egorov, Miron Karyakin, Andrei Nikulin
- Durée : 90 minutes
- Pays d'origine :  Union soviétique
- Date de sortie : 8 mai 1937
- Genre : Film d'aventure/Film dramatique

## Distribution
- Ivan Novosseltsev (ru) : le commandant Ivan Zhuravliev
- Elena Kouzmina : Maria Nikolaïevna Zhuravlieva, son épouse
- Alexandre Tchistiakov : le géologue Aleksandr Petrovitch Postnikov
- Andreï Faït : le lieutenant-colonel Skouratov
- Ivan Kouznetsov : le soldat Iosuf Aksounine
- Alexei Dolinine : le soldat Aleksei Timoskine
- Piotr Massokha : le soldat Petr Sviridenko
- Pavel Iudin : le soldat Petrov
- Viktor Koulakov : le soldat Balandine
- Stepan Krylov : le soldat Zhurba
- David Zolts : le soldat Dmitri Levkoiev
- Aleksandr Kepinov : le soldat Mouradov
- Aga Rza Kouliiev : le soldat Ata-Kouliev
- Nikolaï Krioutchkov : le soldat Nikolai Gousiev

## Lieu de tournage
Le film a été tourné de février à août 1936, dans le désert du Karakoum à 15 km d'Achgabat, dans l'actuel Turkménistan.

## Varia
Le seul rôle féminin du film est interprété par Elena Kouzmina, qui, peu après la fin du tournage devint l'épouse de Michael Romm.
Une contradiction existe entre de titre du film et l'intrigue. Alors que le générique indique le nombre de dix soldats, en réalité seuls neuf sont visibles, le dixième, qui devait être interprété par Nikolaï Krioutchkov et aurait été un des rôles principaux du film, a été supprimé par Michael Romm en cours du tournage, celui-ci ne supportant pas l’alcoolisme de Krioutchkov.

## Coïncidence
Le scénariste américain Dudley Nichols s'est inspiré de Boule de Suif de Guy de Maupassant pour écrire le scénario de La Chevauchée fantastique réalisé par John Ford en 1939. Mikhaïl Romm en réalisait, pour sa part, une adaptation réussie — et son premier film également — en 1934.

## Commentaires
Pour son deuxième film, Mikhail Romm reprit un scénario de Dudley Nichols, celui de La Patrouille perdue (1934) de John Ford, à seule fin d'honorer une commande destinée à célébrer le 20e anniversaire de la révolution d'Octobre. « L'important, lui avait-on dit, c'est qu'il y ait un désert (nous en avons d'excellents), des gardes-frontières, des pillards contre-révolutionnaires, et que presque tous périssent. »
Mais, si le film de John Ford décrit l'implosion d'un groupe et sa peur panique face à un péril latent et inassimilable, celui de Romm, au contraire, fournit un exemple remarquable (qu'il nomme « unanimisme ») d'épopée à caractère héroïque. Ici, le groupe « organisme cohérent et complet, obstinément tendu vers un but unique, (...) demeure animé par une sorte d'immortalité, par une puissance surhumaine et immatérielle que le rôle du poète épique sera précisément de faire jaillir et chanter. »